# Колосков, Пётр Григорьевич
Пётр Григорьевич Колосков (1923—2001) — подполковник Советской Армии, участник Великой Отечественной войны, Герой Советского Союза (1945).

## Биография
Пётр Колосков родился 23 февраля 1923 года в селе Никольское (ныне — Земетчинский район Пензенской области). Окончил десять классов школы. В августе 1941 года Колосков был призван на службу в Рабоче-крестьянскую Красную Армию. Окончил Пензенское артиллерийское училище. С февраля 1942 года — на фронтах Великой Отечественной войны. К апрелю 1945 года старший лейтенант Пётр Колосков командовал батареей 1015-го артиллерийского полка 397-й стрелковой дивизии 61-й армии 1-го Белорусского фронта. Отличился во время боёв в Германии.
17 апреля 1945 года Колосков одним из первых в полку переправился через Одер в районе населённого пункта Хоэнвутцен в 14 километрах к северу от Врицена и корректировал огонь своей батареи по противник, уничтожив батарею миномётов, у 3 дзота, 5 пулемётов, около взвода солдат и офицеров противника.
Указом Президиума Верховного Совета СССР от 31 мая 1945 года старший лейтенант Пётр Колосков был удостоен высокого звания Героя Советского Союза с вручением ордена Ленина и медали «Золотая Звезда».
После окончания войны Колосков продолжил службу в Советской Армии. В 1957 году в звании подполковника он был уволен в запас. Проживал в Харькове, работал прорабом местного Управления газового строительства. Умер 23 октября 2001 года. Похоронен на харьковском кладбище № 14.
Был также награждён орденами Красного Знамени и Отечественной войны 1-й степени, двумя орденами Отечественной войны 2-й степени, двумя орденами Красной Звезды, орденом «Знак Почета», рядом медалей.